# 루타 리

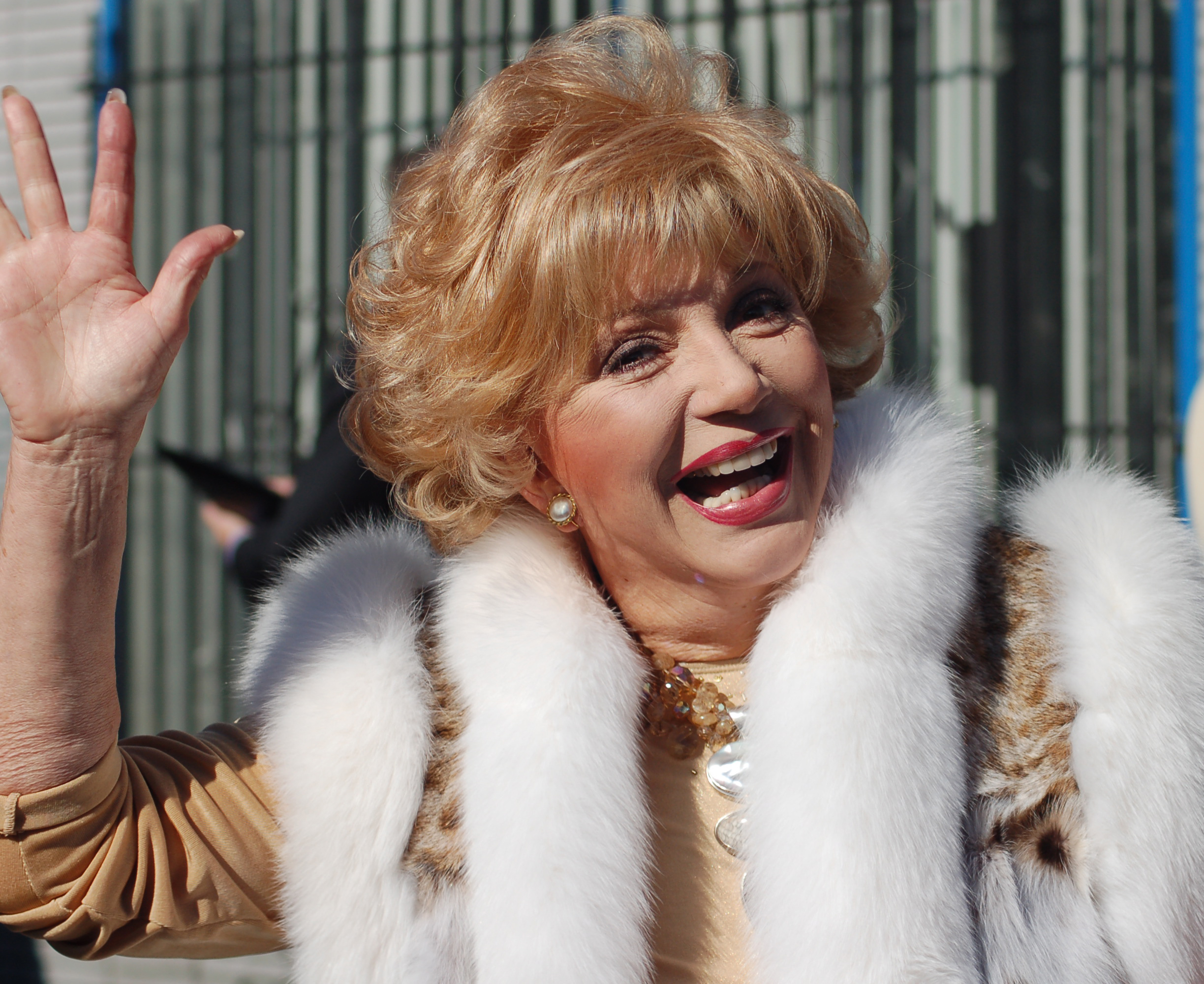

루타 리(Ruta Lee, 1936년 5월 30일 ~ )는 캐나다의 배우, 영화배우, 모델, 연극 배우, 텔레비전 배우, 성우이다.
몬트리올에서 태어났다.

## 영화
- 크리스마스 투 매니 (2007년)
- 크리스마스 두-오버 (2006년) - 그래니 콜론 역
- 프리티 웬 유 크라이 (2001년)
- 진실과 코미디 (1995년)
- 사랑과 열정 (1989년)
- 크랙킹 업 (1983년)
- 마지막 승부 (1983년)
- 꿈꾸는 낙원 (1978년)
- 둠스데이 머신 (1976년)
- 호간의 영웅들 (1965년)
- 서부를 향해 달려라 (1965년)
- 선셋 77번가 (1958년)
- 페리 메이슨 (1957년)
- 콜트45 (1957년)
- 검찰 측 증인 디 오리지널 (1957년) - 다이아나 역
- 화니 페이스 (1957년)
- 애니씽 고즈 (1956년)
- 딜론 보안관 (1955년)
- 디즈니랜드 (1954년)
- 7인의 신부 (1954년)

## 같이 보기
- 캐나다의 배우 목록
- 캘리포니아 대학교 로스앤젤레스의 동문 목록